# 吐乌过拔阙可汗
阙达设（6世纪？—618年），又作阙达度设、阙达度阙设、达度阙设，西突厥泥利可汗之子，泥撅處羅可汗之弟。
隋炀帝大业七年（611年），泥撅處羅可汗与阙达设、特勒史大奈被射匮可汗反击，东投隋朝。泥撅處羅可汗跟隨隋炀帝征高句丽，赐号为曷萨那可汗。阙达设在会宁郡领部落放牧，有部落三千余骑。阙达设在隋末自称阙达可汗（阙可汗），与李轨连和。武德元年（618年）内属唐朝，赐号吐乌过拔阙可汗，厚加抚慰。隋朝西戎使者曹琼据甘州招诱阙达设，阙达设与曹琼共同攻打击李轨，兵不胜，逃到达斗拔谷投奔吐谷浑，不久被李轨所灭。